# IC 4435
IC 4435 — галактика типу E-S0 (еліптична спіральна галактика) у сузір'ї Волопас.
Цей об'єкт міститься в оригінальній редакції індексного каталогу.